# عمران بن طلحة بن عبيد الله
عِمْران بن طلحة بن عبيد الله تابعي وأحد رواة الحديث النبوي، وأبوه الصحابي طلحة بن عبيد الله أحد العشرة المبشرين بالجنة. وقد ولد عمران في عهد النبي محمد ﷺ، وهو من سماه باسمه.

## نسبه وأسرته
ينتمي عمران بن طلحة بن عبيد الله بن عثمان بن عمرو بن كعب بن سعد إلى بني تيم بن مُرّة القرشيين، وأمه حمنة بنت جحش ولد عمران بن طلحة في عهد النبي محمد، وهو من سماه عمران. وقد توفي عمران بن طلحة مبكّرًا، وله من الولد عبد الله وإسحاق ومحمد وحميد وأمهم ابنة أوفى بن الحارث بن عوف بن أبي حارثة، إلا أن عقبهم جميعًا انقرض.

## روايته للحديث النبوي
- روى عن: أبيه طلحة بن عبيد الله وأمه حمنة بنت جحش وعلي بن أبي طالب[3] وخولة الأنصارية.[4]
- روى عنه: ابنا أخيه إبراهيم بن محمد بن طلحة ومعاوية بن إسحاق بن طلحة وسعد بن طريف الإسكافي[3][5]
- الجرح والتعديل: قال عنه العجلي: «تابعي، ثقة»،[3][5] وقد ذكره ابن سعد في الطبقة الأولى من أهل المدينة، وذكره خليفة بن خياط في الطبقة الثانية. كما ذكره ابن حبان في كتاب «الثقات».[5] وقد روى له البخاري في الأدب المفرد، وأبو داود والترمذي، ومحمد بن ماجه حديثًا واحدًا عن أمه في الاستحاضة.[5]